# Miahuatlán (Veracruz)
Miahuatlán es una localidad del estado mexicano de Veracruz. Es cabecera del municipio de Miahuatlán.

## Demografía
| Censo | Población |
| ----- | --------- |
| 1900  | 1 126     |
| 1910  | 1 781     |
| 1921  | 1 413     |
| 1930  | 1 342     |
| 1940  | 1 550     |
| 1950  | 1 637     |
| 1960  | 1 797     |
| 1970  | 2 046     |
| 1980  | 2 850     |
| 1990  | 2 387     |
| 1995  | 2 643     |
| 2000  | 2 729     |
| 2005  | 2 983     |
| 2010  | 3 240     |
| 2020  | 3 667     |